# Dall'altra parte della luna
Dall'altra parte della luna è un rockdocumentary diretto da Dario Baldi e Davide Marengo, in cui hanno documentato sette mesi di lavoro della band salentina Negramaro.
I due registi hanno filmato la band durante alcuni live e soprattutto durante il loro soggiorno a San Francisco durante la lavorazione del loro terzo album La finestra, registrato al Plant Studio. Il documentario realizzato con varie tecniche (super 8, 16 mm e digitale), mischia immagini a colori e in bianco e nero, in un montaggio frenetico fatto di esibizioni live e racconti e confessioni dei membri della band.
Il documentario è stato presentato nella sezione "Orizzonti" alla 64ª Mostra internazionale d'arte cinematografica di Venezia ed è stato trasmesso in televisione in data 11 dicembre 2007 su Italia 1. È stato pubblicato in formato DVD nell'edizione deluxe di La finestra, pubblicata nel novembre 2007.